# Hindsight
Hindsight je kompilacijski album britanskog progresivnog rock-sastava Anathema. Diskografska kuća Kscope Music objavila ga je 25. kolovoza 2008. Sadrži akustične presnimljene verzije nekih klasičnih pjesama sastava uz dodatak jedne nove pjesme; "Unchained (Tales of the Unexpected)". Izvorni naslov albuma bio je Temporary Peace.
Ploču je aranžirao, snimio, izveo i producirao isključivo sastav. Diskografska kuća Kscope Music pokrenula je mini-stranicu Hindsight, dostupnu na tri jezika: engleskom, talijanskom i francuskom, s koje se pjesma "Fragile Dreams" može besplatno preuzeti u MP3 formatu. Mini web-stranica također sadrži pretpreglede streaming pjesama "Inner Silence", "Are You There?" i "Angelica".

## Popis pjesama
| 1.    | »Fragile Dreams« (iz albuma Alternative 4)                     | 5:30 |
| 2.    | »Leave No Trace« (iz albuma A Fine Day to Exit)                | 4:52 |
| 3.    | »Inner Silence« (iz albuma Alternative 4)                      | 3:39 |
| 4.    | »One Last Goodbye« (iz albuma Judgement)                       | 6:03 |
| 5.    | »Are You There?« (iz albuma A Natural Disaster)                | 5:18 |
| 6.    | »Angelica« (iz albuma Eternity)                                | 5:00 |
| 7.    | »A Natural Disaster« (iz albuma A Natural Disaster)            | 6:20 |
| 8.    | »Temporary Peace« (iz albuma A Fine Day to Exit)               | 5:09 |
| 9.    | »Flying« (iz albuma A Natural Disaster)                        | 6:27 |
| 10.   | »Unchained (Tales of the Unexpected)« (prethodno neobjavljena) | 4:18 |
| 52:36 |                                                                |      |

## Zasluge
Anathema
- Jamie Cavanagh – bas-gitara, fotografije, inženjer zvuka, miks
- John Douglas – bubnjevi
- Vincent Cavanagh – vokal, gitara, grafički dizajn
- Danny Cavanagh – prateći vokal, gitara
- Les Smith – klavijature, inženjer zvuka, miks

Dodatni glazbenici
- Lee Douglas – dodatni vokal
- Duncan Patterson – irska mandolina
- David Wesling – čelo